# Nesocordulia spinicauda
Nesocordulia spinicauda là loài chuồn chuồn trong họ Synthemistidae. Loài này được Martin mô tả khoa học đầu tiên năm 1903.